# Kim Cương (nghệ sĩ)
Kim Cương (sinh ngày 25 tháng 1 năm 1937) là một nữ diễn viên kịch nói, diễn viên điện ảnh, soạn giả, biên kịch, trưởng đoàn kịch nói Kim Cương, nổi tiếng của Việt Nam từ trước 1975. Bà nổi tiếng từ những năm 1960 trong lĩnh vực kịch nói. Tác phẩm kinh điển làm nên tên tuổi của Bà đó là "Lá sầu riêng" do Bà đóng vai chính kiêm soạn giả. Bà là con gái của người nghệ sĩ tài danh, vị tổ của bộ môn cải lương – Bảy Nam.

## Sự nghiệp
Kim Cương là một nghệ sĩ nổi tiếng người Việt Nam. Bà được mệnh danh là "Kỳ nữ" trong giới sân khấu Việt Nam và được Trung tâm Sách Kỷ lục Việt Nam chính thức xác nhận kỷ lục là "Nghệ sĩ viết nhiều kịch bản kịch nói nhất Việt Nam". Bà là Ủy viên Ủy ban Trung ương Mặt trận Tổ quốc Việt Nam khóa VII, Ủy viên Hội đồng Tư vấn về lĩnh vực Văn hóa – Xã hội của Ủy ban Trung ương Mặt trận nhiệm kỳ 200 –2014; Ủy viên Ủy ban Mặt trận Tổ Quốc TP. Hồ Chí Minh khóa IX, Phó Chủ tịch thứ nhất Hội Bảo trợ người tàn tật và trẻ mồ côi TP. Hồ Chí Minh, Ủy viên Ban Chấp hành Liên hiệp các Hội Văn hóa và Nghệ thuật TP. Hồ Chí Minh.

## Thân thế
Nghệ sĩ Kim Cương có tên họ đầy đủ là Nguyễn Thị Kim Cương. Theo soạn giả Nguyễn Phương, bà sinh ngày 25 tháng 1 năm 1937, tại Cửa Thượng Tứ, thành phố Huế. Thân phụ của bà là ông Nguyễn Ngọc Cương, ông Cương vốn là bầu gánh hát Đại Phước Cương, và thân mẫu của bà là nghệ sĩ Nhân dân Bảy Nam. Bà có người anh ruột là danh hài Ngọc Trai và em gái ruột tên là Kim Quang. Ông Cương là con trai của vua Thành Thái nên Kim Cương là cháu nội của ngài.
Sinh ra trong gia đình nghệ thuật, bà cố, bà nội và cha ruột đều làm bầu gánh, bên mẹ có 11 người cậu dì thì 4 người nổi danh là Năm Phỉ, Bảy Nam, Chín Bia, Mười Truyền, bà đến với sân khấu từ lúc mới sinh được 18 ngày tuổi trong vai con của Quan Âm Thị Kính. Với "vai diễn" đầu đời này, bà được vinh hạnh "diễn" trong dịp mừng thất tuần của Đức Tiên Cung Dương Thị Thục – mẹ của Vua Khải Định với "đạo cụ" là một bình sữa.

## Quá trình hoạt động
Sự nghiệp diễn xuất đến sớm, bà nhanh chóng trở thành đào non trong đoàn Đại Phước Cương, cùng cha mẹ và các thành viên trong đoàn đi lưu diễn khắp nơi. Vai diễn chính thức đầu tiên của bà là vai Na Tra trong vở "Na Tra lóc thịt", do chính mẹ bà viết kịch bản.
Bà nổi tiếng trong những vai kịch buồn rơi nước mắt hay những vai dí dỏm. Giữa thập niên 1950, ký giả Nguyễn Ang Ca đặt biệt hiệu "kỳ nữ" cho bà, từ đó dân chúng biết đến danh hiệu Kỳ nữ Kim Cương.
Bà từng soạn nhiều kịch bản kịch nói với bút danh Hoàng Dũng, nổi tiếng với kịch bản Lá sầu riêng (1963), về sau từng đi tu nghiệp Bulgaria ngành đạo diễn.
Ngoài ra, bà còn làm Phó Chủ tịch Hội Bảo trợ người tàn tật, trẻ em khiếm thị, trẻ em mồ côi Thành phố Hồ Chí Minh. Bà cũng là Phật tử với pháp danh Từ Huệ.

## Tình cảm với nhà thơ Bùi Giáng
Bài chi tiết: Bùi Giáng
Bùi Giáng có tình cảm với Kim Cương khi bà mới 19 tuổi. Ông tỏ tình với bà nhưng không thành vì bà thấy ông có vẻ bất bình thường.
Sau đó, Bùi Giáng vẫn giữ tình cảm với bà trong suốt cuộc đời ông. Cả đời Bùi Giáng chỉ nhớ mỗi số điện thoại nhà của Kim Cương, khi ông làm náo loạn trật tự, bị công an "hỏi thăm" cũng chỉ biết đọc lên số điện thoại này; lúc bị ngã xe vào cấp cứu bệnh viên, tỉnh lại cũng mang số điện thoại ra để trả lời bác sĩ.

## Viết hồi ký
Ngày 10 tháng 5 năm 2016, Kim Cương đã ra mắt cuốn hồi ký của bà "Sống cho người – sống cho mình". Bà có ý định viết hồi ký từ năm 1973 nhưng do gặp nhiều trở ngại cuốn hồi ký bị bỏ dở, 40 năm sau hồi ký mới chính thức ra mắt độc giả.
Năm 2022, sau 6 năm, Bà quyết định chuyển thể hồi ký thành phiên bản audio với sự tham gia của nghệ sĩ lồng tiếng Thy Mai, Đạt Phi, Văn Ngà và các nghệ sĩ khách mời Kim Xuân, Thành Lộc, Hữu Châu, diễn viên Trúc Anh... Tổng đạo diễn là nghệ sĩ lồng tiếng Đạt Phi cùng đạo diễn âm thanh Hoà Bình tham gia hậu kì âm thanh tiếng động. Audio có thời lượng 1.000 phút, chia thành 25 câu chuyện về 40 năm làm nghề và hơn 80 năm cuộc đời của nghệ sĩ Kim Cương. Phiên bản audio giữ cấu trúc chính của sách hồi ký với 4 phần: Tuổi thơ nghiệt ngã, Sân khấu và cuộc đời, Những người trong đời tôi, Sống và yêu. Audio hồi ký được phát miễn phí trên các nền tảng số YouTube, Spotify và Apple Podcast.

## Giải thưởng
- Nữ diễn viên xuất sắc (Liên Hoan Phim Châu Á lần thứ 20 năm 1974)
- Lời thoại xuất sắc nhất (Liên Hoan Phim Châu Á lần thứ 20)
- Nghệ sĩ Ưu tú (1988)
- Nghệ sĩ Nhân dân (2011)

## Hoạt động nghệ thuật

### Cải lương
- Điêu Thuyền (trong vở Phụng Nghi đình)
- Giai nhân và ác quỷ
- Na Tra lóc thịt

### Thoại kịch
- Diệu (trong vở Lá sầu riêng)
- Bê, Bích (trong vở Dưới hai màu áo)
- Trà hoa nữ (trong vở Trà hoa nữ)
- Tania (trong vở Tania)
- Nhân danh công lý
- Vực thẳm chiều cao
- Người tình trễ xe
- Lan và Điệp
- Biển động
- Lôi Vũ
- Bông Hồng cài áo

### Phim ảnh
- Lòng nhân đạo
- Ngọc Bồ Đề (1956)
- Bích câu kỳ ngộ
- Lưu Bình – Dương Lễ (1957)
- Lý Chơn Tâm cỡi củi
- Ám ảnh
- Đôi mắt huyền (1960)
- Bẽ bàng (1961)
- Mưa rừng (phim) (1962)
- Loan mắt nhung (1970):
- Biển động (1971)
- Mưa trong bình minh (1972)
- Chiếc bóng bên đường (1973)
- Tứ quái Sài Gòn (1973)
- Người chồng bất đắc dĩ (1974)
- Đất khổ (1974)
- Một thoáng đam mê
- Nhạc lòng năm cũ
- Lá sầu riêng (1993)
- Trà hoa nữ (1994)
- Nụ hôn đầu xuân
- Phụng Nghi Đình
- Giọt máu rơi
- Dưới hai màu áo
- Người tình trễ xe
- Sắc hoa màu nhớ (1993)
- Huyền thoại mẹ
- Người mua hạnh phúc
- Trương Chi – Mỵ Nương

### Các kịch bản do Hoàng Dũng (Kim Cương) viết
- Lá sầu riêng
- Dưới hai màu áo
- Trà hoa nữ
- Tôi làm mẹ
- Vực thẳm chiều cao
- Bông hồng cài áo